# Lin Shu
Lin Shu (chinois 林紓), né le 8 novembre 1852 et mort le 9 octobre 1924, est un écrivain chinois. Il a adapté environ cent quatre-vingt romans occidentaux en langue classique chinoise, sans connaître aucune langue étrangère, en se faisant traduire oralement les œuvres.